# Deeringia mirabilis
Deeringia mirabilis là loài thực vật có hoa thuộc họ Dền. Loài này được (Eggli) Appleq. & D.B.Pratt mô tả khoa học đầu tiên năm 2005.